# Javakungsfiskare
Javakungsfiskare (Halcyon cyanoventris) är en fågel i familjen kungsfiskare inom ordningen praktfåglar.

## Utseende och läte
Javakungsfiskaren är en stor kungsfiskare med en mycket kraftig läppstiftsröd näbb. Den har vidare mörkt huvud, mörkt kastanjebrunt på strupe och bröst, purpurfärgad kropp, elektriskt blå vingar och en stor svart fläck på skuldrorna. I flykten syns lysande vita vingfläckar. Lätet består av ljusa pipiga skrin som ofta avges i serier.

## Utbredning och systematik
Fågeln förekommer i låglänta områden på Java och Bali. Den behandlas som monotypisk, det vill säga att den inte delas in i några underarter.

## Levnadssätt
Javakungsfiskaren hittas i  låglänta områden och lägre bergstrakter. Den ses i en rad olika miljöer, både torra och blöta, som dammar, mangroveträsk, jordbruksmarker, öppen skog och buskmarker, till och med nära människan.

## Status och hot
Arten har ett stort utbredningsområde, men tros minska i antal, dock inte tillräckligt kraftigt för att den ska betraktas som hotad. Internationella naturvårdsunionen IUCN listar arten som livskraftig (LC).

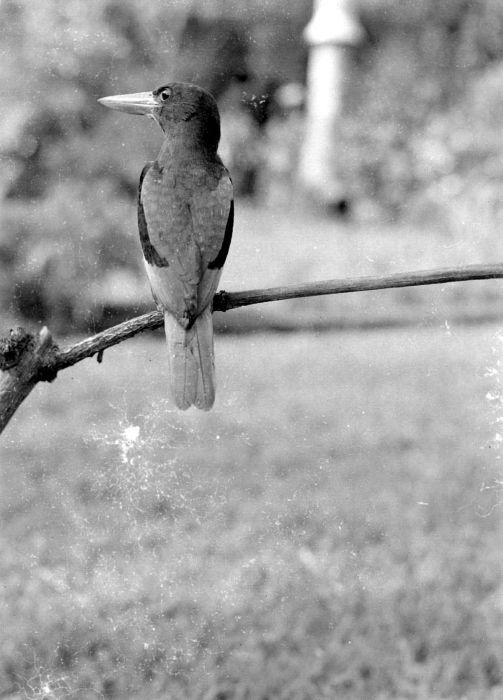